# Blonder and Blonder
| Recensione | Giudizio |
| ---------- | -------- |
| AllMusic   | [ 1 ]    |

Blonder and Blonder è il secondo album di The Muffs pubblicato l'11 aprile 1995 dalla Reprise Records.

## Descrizione
L'album contiene il singolo Sad Tomorrow.
Per l'album sono state registrate alcune canzoni non incluse, che sono state in seguito pubblicate come lato b di singoli. Goodnight Now e Become Undone sono state incluse nel singolo Sad Tomorrow.  Tutte le outakes di questo album sono state pubblicate nella raccolta di B-side Hamburger.

## Tracce
Testi di Kim Shattuck.
1. Agony – 2:27
2. Oh Nina – 2:39
3. On and On – 1:45
4. Sad Tomorrow – 2:09
5. What You've Done – 1:57
6. Red Eyed Troll – 3:45
7. End It All – 1:49
8. Laying on a Bed of Roses – 2:11
9. I Need a Face – 2:14
10. Won't Come Out to Play – 1:51
11. Funny Face – 3:20
12. Ethyl My Love – 2:39
13. I'm Confused – 3:41
14. Just a Game – 1:59

## Formazione
- Kim Shattuck – chitarra, voce
- Ronnie Barnett – basso
- Roy McDonald – batteria
- Rob Cavallo – produttore
- Neill King – Mixaggio
- The Muffs – produttore